# فرانك كورتيس
فرانك كورتيس (بالإنجليزية: Frank Curtis)‏ (12 نوفمبر 1890 في المملكة المتحدة - 1 يناير 1957) هو لاعب كرة قدم بريطاني (وحمل سابقاً جنسية المملكة المتحدة لبريطانيا العظمى وأيرلندا) في مركز الهجوم. لعب مع نادي ريدنغ ونادي سانت إيلي تاون ووولفرهامبتون واندررز ونادي كيدرمينستر هاريرز لكرة القدم.